# Ентратико
Ентра̀тико (на италиански: Entratico; на ломбардски: Entràdek, Ентрадек) е село и община в Северна Италия, провинция Бергамо, регион Ломбардия. Разположено е на 299 m надморска височина. Населението на общината е 2001 души (към 2017 г.).